# Antoine Westermann

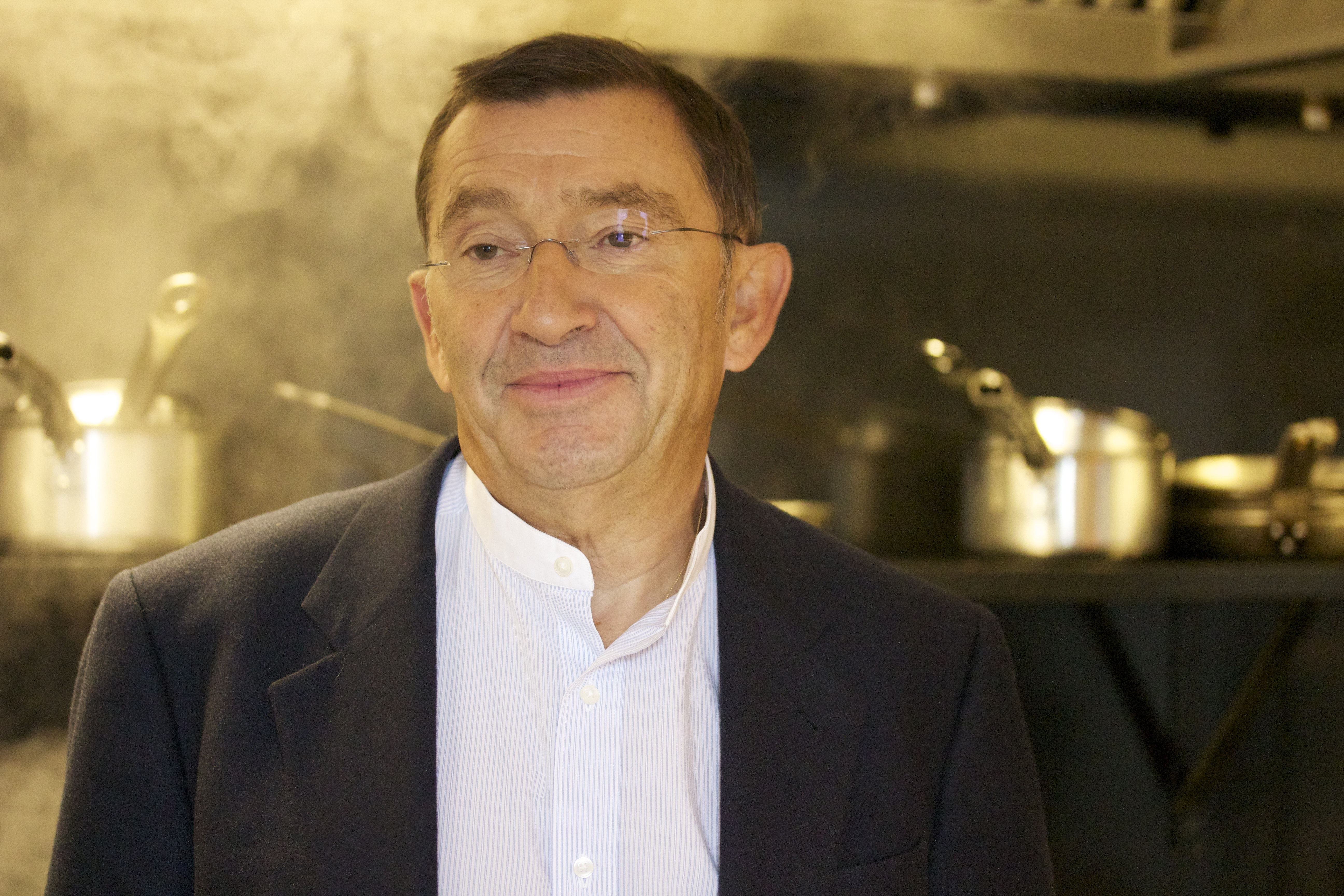
Antoine Westermann (2012)

Antoine Westermann (* 4. April 1946 in Wissembourg) ist ein französischer Koch. Sein Restaurant Buerehiesel in Straßburg war 17 Jahre mit drei Michelinsternen ausgezeichnet.

## Werdegang
Antoine Westermann wusste mit schon acht Jahren, dass er Koch werden wollte. Er lernte an der Hotelschule in Straßburg und machte eine Lehre im nahe gelegenen Buffet de la Gare. 1969 nahm sein Vater eine Hypothek auf, um ein Bauernhaus im Straßburger Orangeriepark zu kaufen, das Westermann zu seinem Restaurant umbaute: Le Buerehiesel (deutsch Bauernhäuschen), in dem er 38 Jahre lang kochte.

### 1969–2006:Le Buerehiesel

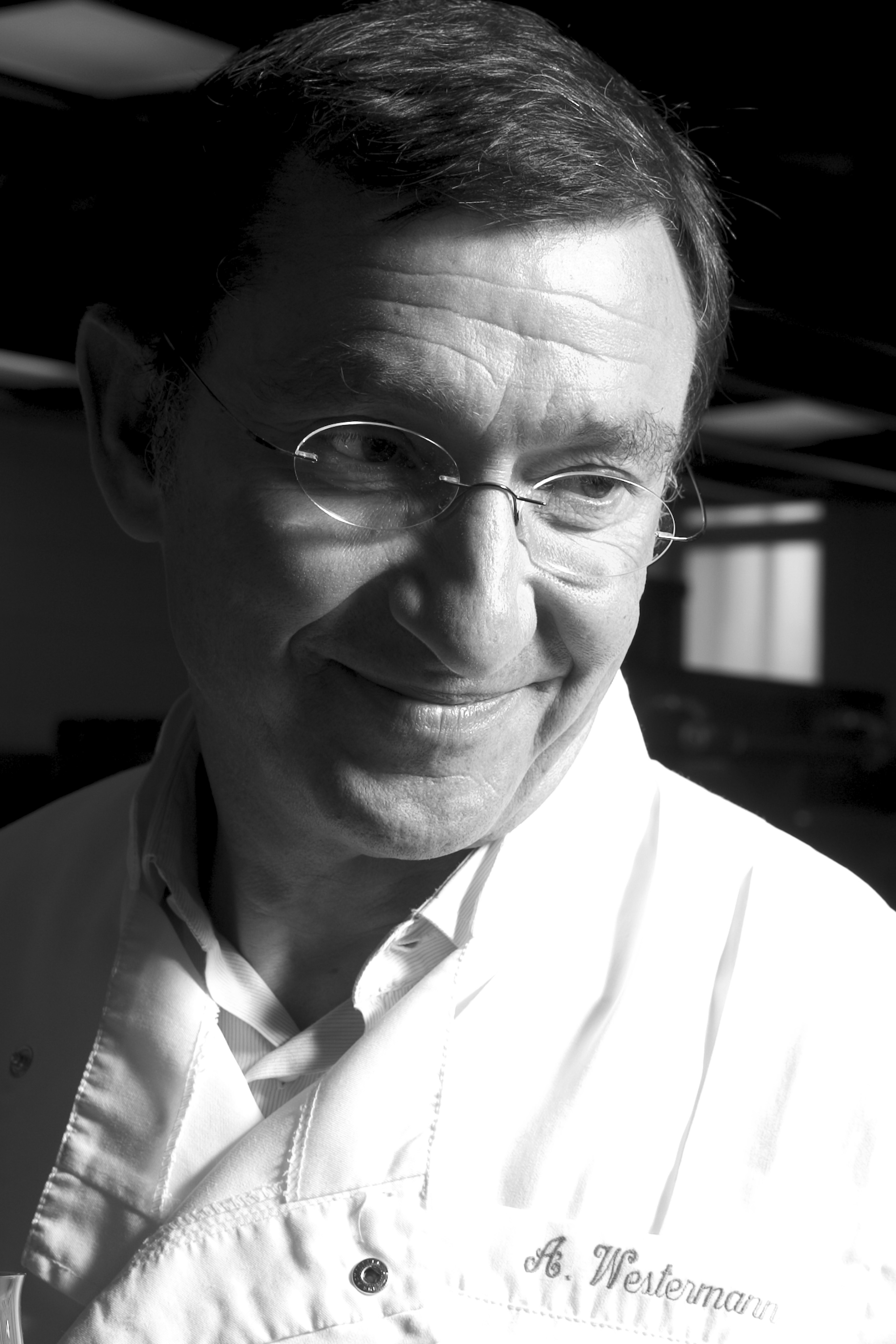
Antoine Westermann (2005)

Das Restaurant wurde 1975 mit einem Michelinstern ausgezeichnet, 1983 mit einem zweiten. 1994 wurde das Le Buerehiesel mit drei Michelinsternen und mit 19/20 Punkten im Gault-Millau gekürt. Westermann wurde neben Joël Robuchon, Michel Bras, Guy Savoy und Alain Ducasse zu einem der besten Köche Frankreichs ernannt.
Ab 2001 kochte Westermanns Sohn Eric (* 1974) an der Seite seines Vaters. 2006 baten Eric und Antoine Westermann den Guide Michelin, das Le Buerehiesel nicht mehr zu listen, aus Ehrlichkeit gegenüber den Kunden, aber auch aus Pragmatismus, so Eric Westermann: „Das Geschäft war seit drei Jahren rückläufig und ich wollte nicht das gleiche Angebot weiterführen, wenn das bedeutet hätte, dass wir pleitegehen würden. Es ist ganz einfach: Ein unabhängiges Drei-Sterne-Hotel in der Provinz ist wirtschaftlich nicht tragbar. Man muss so viel Geld in die Hand nehmen, dass sich die Investition nicht rentiert.“
2007 übernahm Eric Westermann das Restaurant. Unter ihm erhielt das Buerehiesel 2008 einen Michelinstern, den es bis 2023 hielt.

### Weitere Restaurants, Bistrots und Aktivitäten

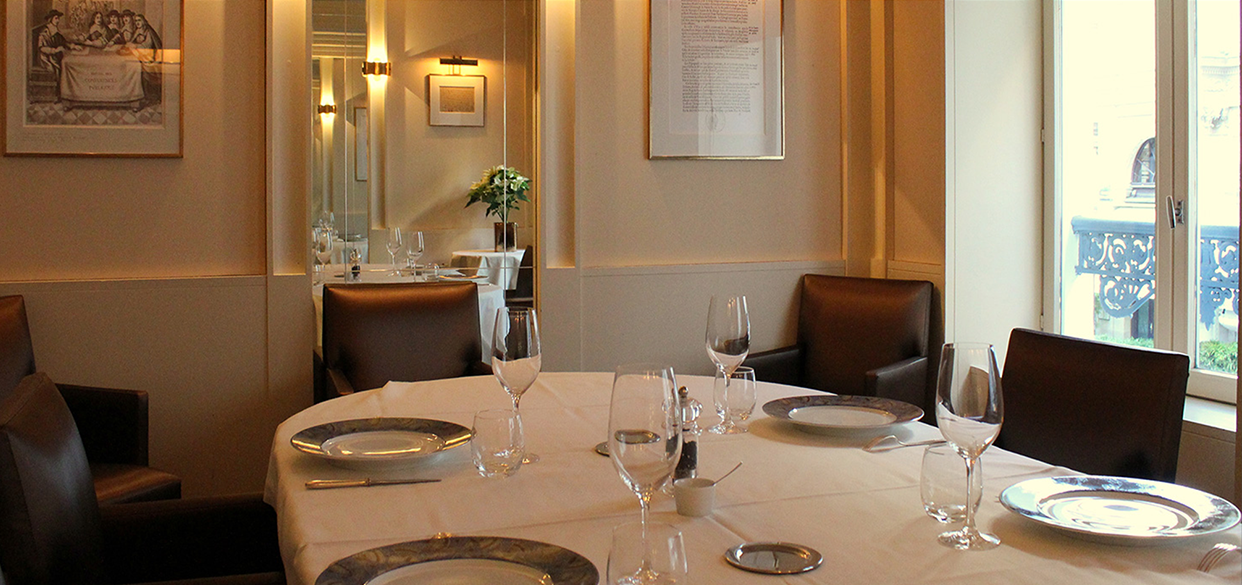
Restaurant Drouant

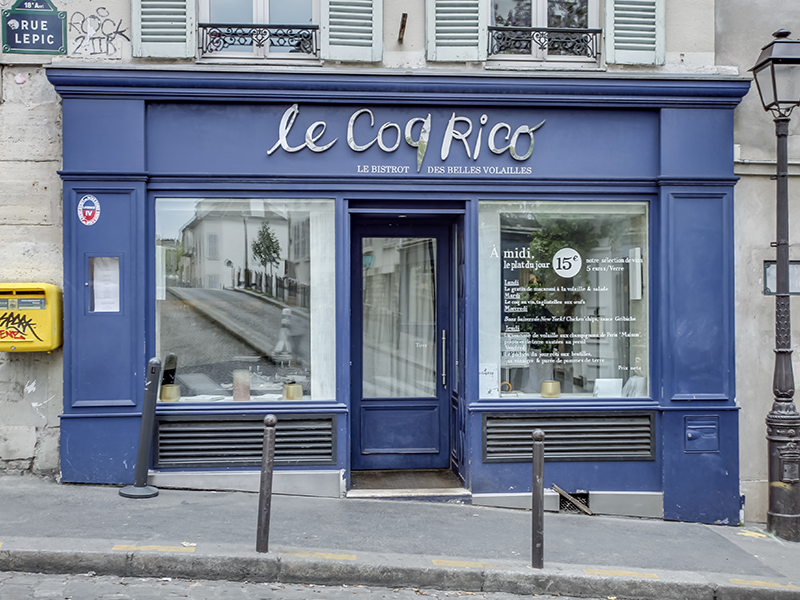
Bistro Le Coq Rico

2003 hatte Antoine Westermann zusätzlich in Paris das Gemüse-orientierte Bistro Mon Vieil Ami (deutsch Mein alter Freund) eröffnet, ein Table d’Hôte, das bis 2017 betrieben wurde.
2006 kaufte Westermann das traditionelle Restaurant Drouant in Paris. Das Drouant verkaufte er 2018 an die Gastronomen Gardinier & Fils.
Zudem öffnete er 2012 das auf Geflügel spezialisierte Bistro Le Coq Rico in Paris. Das Restaurant wurde von Gastrokritikern für das beste Brathähnchen in Paris gelobt. Westermann bemühte sich, den Markt für ethisch gekennzeichnete Fleischproduktion in ganz Frankreich und den Vereinigten Staaten zu erweitern. Im September 2021 wurde aus dem Le Coq Rico das Le Coq & Fils - The Poultry House.
Später gründete in mit Francis Staub die Marke Le Coq Rico, das mehrfach ausgezeichnet wurde. Im August 2018 endete die Partnerschaft.
Westermann arbeitet mit Landwirten an der Entwicklung alter Rassen, wie dem roten Truthahn der Ardennen. Er leitet die Le tour de France des belles volailles - eine monatliche Veranstaltung, bei der zusätzlich zum Menü eine alte Rasse vorgestellt wird und ist Botschafter der Live Stock Conservancy, einer Organisation, die sich um die Wiedereinführung alter amerikanischer Rassen kümmert.

## Auszeichnungen
- 1975: Ein Michelinstern für das Restaurant Le Buerehiesel
- 1983: Zwei Michelinsterne für das Restaurant Le Buerehiesel
- 1994: Drei Michelinsterne für das Restaurant Le Buerehiesel[2]

## Publikationen
- La cuisine ménagère d'un grand chef. Minerva, 1999, ISBN 978-2830705393.
- Le Coq Rico: La cuisine des belles volailles. Marabout, 2013, ISBN 978-2501082044.
- Cuisine-moi des étoiles. Cherche Midi, 2009, ISBN 978-2749110707.